# 地下鉄等旅客車
地下鉄等旅客車（ちかてつとうりょかくしゃ）とは、主として地下式構造の鉄道に使用する旅客車及び長大なトンネルを有する鉄道に使用する、国土交通省が定めた鉄道に関する技術上の基準を定める省令（以下技術基準省令と略）の解釈基準に定める火災対策を施工・製造した鉄道旅客車両群である。

## 現行の“技術基準省令の解釈基準”に示された火災対策
普通鉄道構造規則は2002年3月31日に施行された技術基準省令に統合されたため同日を以って廃止されている。技術基準省令は、従来の普通鉄道構造規則にみられる義務規定ではなくなり、昨今の規制緩和を反映した「性能規定」となっている。具体的には技術基準省令に基づいた「技術基準省令の解釈基準」と呼ばれる一種のマニュアルが存在している。これには法的拘束力がなく、同等以上の安全性が確保されていれば、必ずしも解釈基準によらない材料の使用・方法の採用も一応可能となっている。ただし、解釈基準に合致しないものの採用はいまだにかなりの労力がいるともいわれている。
現在新造されている鉄道車両のほとんどは、自主的に地下鉄等旅客車の規格に合致する形で製作されている。地下鉄等旅客車であっても路線の条件により前面貫通口の設置は必須ではないが、各社の乗入協定等に従って貫通口を設置するのがほとんどである。
解釈基準第8章-11には、「第75条（貫通口及び貫通路の構造）関係」として以下の基準が示されている（要旨）。
- 専ら1両で運転する旅客車（地下鉄等旅客車のうち建築限界と車両限界の基礎限界との間隔が側部において400 mm未満の区間を走行する車両及びサードレール式の区間を運転する車両を除く）
  - 貫通口の必要数 : 0
  - 貫通路の必要数 : 0
- 旅客車
  - 貫通口の必要数 : 1
  - 貫通路の必要数 : 1
  - 貫通口および貫通路の有効幅 : 550 mm以上
  - 貫通口および貫通路の有効高さ : 1800 mm以上
- 地下鉄等旅客車
  - 貫通口の必要数 : 2
    - 列車の最前部または最後部となる車両・専ら機関車に接続される車両・特別な措置を講じた車両 : 1
    - サードレール式の電車区間を運転する列車の最前部又は最後部となる車両 : 2
    - サードレール式の電車区間を専ら1両で運転する車両 : 1
    - 建築限界と車両限界の基礎限界との間隔が側部において400 mm未満の区間を走行する車両 : 2
      - 専ら1両で運転する車両 : 2
      - 列車の最前部又は最後部となる車両 : 2

  - 貫通路の必要数 : 2
    - 列車の最前部または最後部となる車両・専ら機関車に接続される車両・特別な措置を講じた車両 : 1
    - サードレール式の電車区間を運転する列車の最前部又は最後部となる車両 : 1
    - サードレール式の電車区間を専ら1両で運転する車両 : 0
    - 建築限界と車両限界の基礎限界との間隔が側部において400 mm未満の区間を走行する車両 : 2
      - 専ら1両で運転する車両 : 0
      - 列車の最前部又は最後部となる車両 : 1

  - 貫通口および貫通路の有効幅 : 550 mm以上
  - 貫通口および貫通路の有効高さ : 1800 mm以上
- 新幹線等（旅客車）
  - 貫通口の必要数 : 2（運転室のある車両 : 1）
  - 貫通路の必要数 : 2（運転室のある車両 : 1）
  - 貫通口および貫通路の有効幅 : 550 mm以上
  - 貫通口および貫通路の有効高さ : 1800 mm以上

解釈基準第8章-19には、「第83条（車両の火災対策）関係」として以下の基準が示されている（要旨）。
電線
アークを発生または発熱するおそれのある機器に近接または接続するものは極難燃性。その他は難燃性。
電気機器
アークを発生または発熱するおそれのある機器は床壁等から隔離。必要に応じその間に絶縁性かつ不燃性の防熱板を設ける。
内燃機関を有する車両
機関は床壁等から隔離、必要に応じてその間に不燃性の防熱板を設ける。内燃機関を有する車両は排気管の煙突部分と車体の間の断熱強化を図る。
（以下は旅客車のみ）
屋根
金属製又は金属と同等以上の不燃性。地下鉄等旅客車及び新幹線旅客車は不燃性。
屋根上面
難燃性の絶縁材料で覆われていること（架空電車線（特高圧の電車線を除く。）区間を走行する車両に限る。）
屋根上面に取り付けられた機器及び金具類
取付部が車体に対して絶縁され、又は表面が難燃性の絶縁材料により覆われていること（架空電車線（特高圧の電車線を除く。）区間を走行する車両に限る。）
客室天井外板（妻部以外）・内張り
不燃性または表面が不燃性の材料で覆われたもの、地下鉄等旅客車及び新幹線旅客車は不燃性。表面の塗装は不燃性。
客室外板（妻部）
難燃性、地下鉄等旅客車及び新幹線旅客車は不燃性。表面の塗装は不燃性。
床の上敷物
難燃性。
床上敷物下の詰め物
地下鉄等旅客車及び新幹線旅客車は極難燃性。
断熱材及び防音材
地下鉄等旅客車及び新幹線旅客車は不燃性。
床
煙及び炎が通過するおそれの少ない構造。
床板
地下鉄等旅客車及び新幹線旅客車は金属製又は金属と同等以上の不燃性
床下面
不燃性又は表面が金属で覆われたもの。地下鉄等旅客車及び新幹線旅客車は不燃性又は表面が金属で覆われたもの、かつ表面の塗装は不燃性。
床下の機器箱
地下鉄等旅客車及び新幹線旅客車は難燃性。
座席表地・詰め物
難燃性。下方に電熱器を設けている場合は発熱体と座席の間に不燃性の防熱板を設ける。
日よけ・ほろ
難燃性。

### 大邱地下鉄放火事件以後の動き
2003年に韓国大邱市で起きた大邱地下鉄放火事件の様な車内に引火性の高い物質を持ち込み故意に放火された火災など急激で広範囲に発生・引火した地下鉄火災に鑑み、「鉄道に関する技術上の基準を定める省令等の解釈基準」を2004年12月27日付で改正している。
車両関係での主立った変更は以下の通り。
- 客室天井材の耐燃焼性及び耐溶融滴下性を確保するため、コーン型ヒータによる燃焼試験及び耐溶融滴下性の判定を追加。
  - 放射熱に対する耐燃焼性を有し、かつ、耐溶融滴下性がある表面の塗装には不燃性の材料を使用。天井材のほか客室上部に設備されている空調吹き出し口等の主要な設備を含む。
- 列車の防火区画化
  - 連結車両の客車間に通常時閉じる構造の貫通扉等を設置
- 消火器の所在場所を乗客に見やすいように表示
  - 消火器本体が乗客から見えやすい所へ備えられている場合は除く

このため、従来FRP製だった天井部材・空調吹き出し口がアルミ塗装板に変更となったり、省略されていた車両間の仕切り戸が復活するなどの設計変更の動きがみられる。

## 電車の火災事故対策の移り変わり
日本において、最初に火災事故対策を強く意識した車両は、1927年、東京地下鉄道（現・東京地下鉄銀座線）に、開業と共に導入された1000形電車である。まだ木造車両が現役で幅広く活躍していた時期に、「地下鉄で最も恐れなければならないのは火災である。日本は地震国であり、したがって火災事故は起こるものと考慮されてしかるべきである。そのために、地下鉄に導入する車両は燃えない全金属製車両でなければならない。」という考え方から、車体が全鋼製であるだけではなく、内装も金属を多用し可燃物を可能な限り使用しない設計とした。この車両が現在にも至る、日本の全地下鉄車両の不燃性を考慮するうえでの最初の雛形になった。
1951年4月24日に発生した桜木町事故は、停電時にドアの開閉操作ができないこと、貫通扉が内開戸式で、脱出を試みる旅客の圧力で開扉出来なかったこと、三段式窓の中段が固定されていて脱出に困難を極めたこと、戦時設計で塗料を含め可燃性の材料を多く使用していたことなどの要因が重なり、死者106名、負傷者93名の大惨事となった。これに伴い事故の引き金となった63系の改修工事が、日本における本格的な鉄道車両の火災対策の始まりといってよい。このため、以下の改修工事が行われた。
- 貫通路の設置と、内開式貫通扉の撤去
- 車内警報ブザーの新設
- 乗客が非常時に扱えるドアコックの新設
- 絶縁強化・防火塗料の塗布
- 三段窓中段の可動・上昇式化

その後、木材を使用しない全金属製車体が1950年代後半から実用化されることとなった。
1956年5月7日に発生した南海高野線での火災事故を受け、運輸省（当時）が火災事故対策に乗り出し同年6月15日付けで電車の火災事故対策について（鉄運第39号）を通達し、さらに同年8月の近鉄高安工場での燃焼実験を受け、1957年1月25日付で電車の火災事故対策に関する処理方について（鉄運第5号）を通達した。この通達ではA様式・B様式の2種を定め、新製車のうち、主として地下線を運転する車両・地下線に乗り入れ運転する車両・別に指定する路線を運転する車両はA様式で、その他でも極力A様式で製造することを求めた。既存車両も更新時にはA様式またはB様式での改造をすることとした。既存車両についてはまだ木造車が中小私鉄に残っており、努力義務に近かった。その直後、1957年7月16日に発生した大阪市営地下鉄御堂筋線での火災事故により、地下鉄用旅客車においてはより厳しい基準が必要であるとのことから、1957年12月18日付で電車の火災事故対策に関する処理方の一部改正について（鉄運第136号）を通達し、A-A様式を追加した。
1968年1月27日に発生した営団日比谷線神谷町駅での東武車両の火災事故では、主回路が異常な閉回路を構成しA-A様式車両が1両全焼に至ったことから、1969年5月15日付「電車の火災事故対策について」（第鉄運81号）を通達した。これは、従来のA-A様式・A様式・B様式を基本としつつより火災対策を強化したもので、A-A基準・A基準・B基準と名称も変わり、その後国鉄分割民営化に伴う法令改正までこの基準で鉄道車両は製造されることになるが、現在この通達はすでに廃止されている。

### 1969年5月15日付通達の火災対策基準

#### A-A基準
地下線を運転する車両、地下線に乗り入れ運転する車両、別に指定する路線（懸垂鉄道・跨座式鉄道・案内軌条式鉄道）を運転する車両
全般
原則として不燃性材料使用。構造・機能上やむを得ない場合は難燃性とし、使用量を少なくするよう努める。
屋根
金属とし、架空線式の場合は難燃性の絶縁材料で覆う。
天井・内張・外板
金属。塗料も不燃性。
床
金属。敷物は難燃性。
断熱材
不燃性。
座席
難燃性。
日よけ・幌
難燃性。
貫通路
車両の前後端面に貫通口設置（車体と建築定規間が400 mm以上の場合は省略可）。
- 連結面間の貫通路に渡り板・幌等の設置。
- 貫通口および貫通路の有効幅確保（縦1800 mm幅600 mm以上）。
- 扉設置の場合は引戸とする。

主回路
メインヒューズ・ブスヒューズは集電装置に近い位置に設置。
- 異常な閉回路を構成しない。床下抵抗器付近の配線禁止・ダクト・防熱板による防護。
- 電弧・電熱を発する場所に近接し焦損のおそれのある箇所は不燃性。
- 電線被覆は難燃性。座席下部の発熱体と座席間に防熱板。

予備灯
室内灯が消灯したときに自動点灯する予備灯の設置。
通報装置
車掌から客室へ放送出来る装置・運転士と車掌が相互に会話できる装置の設置（停電時も使用可）。
戸閉装置（車掌スイッチ）
停電の際にも開扉できる
ドアコックおよび標示
旅客が操作できる非常停止装置・通報装置の取り扱い方の明示。
- みだりに車外へ出ないよう乗務員の誘導に従うよう要請文の掲示。
- 架空線式車両の場合はドアコックの取付位置および操作方法を明示（架空線式車両以外の車両・地下線専用車両は除く）。

消火器
取り外し・取り扱いが容易。油火災および電気火災用のもので客室設置のものは有害ガスを発生しない。
その他
機器箱は不燃性。床下主要機器名の明記。

#### A基準
大都市およびその周辺の線区で長大トンネルのある区間を運転する車両（今後新造する車両はつとめてA-A基準によるものとする）。
屋根
金属とし、難燃性の絶縁材料で覆う。
天井・内張・外板
金属。塗料も不燃性（ただし妻面は難燃性可）。
床
金属。敷物は難燃性。
座席
つとめて難燃性。
貫通路
少なくとも2両間に貫通路設置。連結面間の貫通路に渡り板・幌等の設置。貫通口および貫通路の有効幅確保（幅550 mm以上）。扉設置の場合は引戸とする。
主回路
床下抵抗器付近の配線禁止・ダクト・防熱板による防護。電弧・電熱を発する場所に近接し焦損のおそれのある箇所は不燃性。電線被覆は難燃性。
予備灯
室内灯が消灯したときに自動点灯する予備灯の設置。
通報装置
車掌から客室へ放送出来る装置の設置。
ドアコックおよび標示
旅客が操作できる非常停止装置・通報装置の取り扱い方の明示。みだりに車外へ出ないよう乗務員の誘導に従うよう要請文の掲示。ドアコックの取付位置および操作方法を明示。
消火器
取り外し・取り扱いが容易。油火災および電気火災用のもので客室設置のものは有害ガスを発生しない。

#### B基準
A-A基準・A基準によらないもの（今後新造する車両はつとめてA基準によるものとする）
天井・外板
金属等の不燃性（ただし妻面は難燃性可）。
床
電弧・電熱を発する場所に近接している上部の床下面に金属等不燃性の板を張る。
貫通路
乗務員の乗車していない車両には、少なくとも2両間に貫通路設置。連結面間の貫通路に渡り板・幌等の設置。扉は開き戸式の時は開放したまま保持できる。
主回路
床下抵抗器上部に不燃性の防熱板を張る。電弧・電熱を発する場所に近接し焦損のおそれのある箇所は不燃性。電線被覆は難燃性。
予備灯
室内灯が消灯したときに自動点灯する予備灯の設置。
ドアコックおよび標示
旅客が操作できる非常停止装置・通報装置の取り扱い方の明示。取付位置および操作方法を明示。
消火器
取り外し・取り扱いが容易。油火災および電気火災用のもので客室設置のものは有害ガスを発生しない。

### 普通鉄道構造規則への移行
JR発足時に改訂された法体系に基づき普通鉄道構造規則で地下鉄車両と長大トンネルを走行する車両に分けて規定された。これにより1969年通達は廃止となったが、その後の技術の発展等を加味し対策が「通達」から「規則」に強化されたものといえる。
冒頭の地下鉄等旅客車の定義はこのとき定められた。
普通鉄道構造規則での地下鉄等旅客車の火災対策は以下の通り。
天井・外板・内張り
不燃性
断熱材・防音材
不燃性
床敷物・詰物
極難燃性
床板
金属製
床下面の塗装
不燃性
床下の機器箱
難燃性
貫通口・貫通路
貫通口及び貫通路をそれぞれ2個設置（最前部・最後部、機関車に接続される車両はそれぞれ1個）。サードレール式の車両で最前部・最後部となる車両は貫通口を2個・貫通路を1個設置。
ほろ
難燃性
座席
詰物は難燃性。下方に電熱器を設けている場合は保護板。